# Jaleco (empresa)
Jaleco Ltd. (株式会社ジャレコ, Kabushiki Kaisha Jareko) era uma marca corporativa usada por dois desenvolvedores e editores de jogos eletrônicos conectados anteriormente, sediados no Japão. A empresa original Jaleco foi fundada em 1974 como Japan Leisure Company, fundada por Yoshiaki Kanazawa, antes de ser renomeada para simplesmente Jaleco no início dos anos 1980. Esta empresa foi posteriormente adquirida em 2000 pela PCCW, que a renomeou como sua divisão de jogos japonesa, PCCW Japan, antes de revertê-la para Jaleco em 2002. Em 2006, a Jaleco se tornou independente da PCCW e renomeada para Jaleco Holding, tendo suas operações de videogame desmembradas em uma nova empresa, também chamada Jaleco. Esta nova empresa spin-off foi vendida para a desenvolvedora de dispositivos móveis Game Yarou em 2009, com a Jaleco Holding renomeando-se para Encom Holdings logo depois.
A Jaleco é conhecida por seus videogames de arcade e console doméstico produzidos nas décadas de 1980 e início de 1990, incluindo City Connection, Bases Loaded, Ninja JaJaMaru-kun, Exerion, Idol Janshi Suchie-Pai e Rushing Beat. A Jaleco também produziu gabinetes de arcade para outros desenvolvedores de jogos, juntamente com jogos de arcade de redenção e máquinas de garra de apanhador de OVNIs. No passado, a empresa produzia equipamentos para parques de diversão e peças de aquário, sob sua marca JAQNO. Sua divisão norte-americana, a Jaleco USA, publicou vários títulos para o NES e SNES, incluindo Maniac Mansion, Pinball Quest e R-Type III.
Em 2014, a empresa controladora da Jaleco, Game Yarou, entrou com pedido de falência, fazendo com que a Jaleco desaparecesse da indústria de jogos eletrônicos. Os ativos de jogos da empresa seriam comprados pela City Connection, um estúdio japonês independente que continua a usar seus jogos para outros projetos paralelos e acordos de licenciamento (a própria empresa sendo nomeada em homenagem a um dos jogos da Jaleco). A empresa original da Jaleco, Encom Holdings, abandonou o negócio de videogames em 2009, citando forte concorrência na indústria, em vez disso, negociando com imóveis. A Encom foi dissolvida em 2013 e foi retirada da lista da JASDAQ no mesmo ano.

## História
A Jaleco foi fundada pelo empresário japonês Yoshiaki Kanazawa em 3 de outubro de 1974. Eles eram originalmente conhecidos como Japan Leisure Co., Ltd. (株式会社ジャパンレジャー, Kabushiki-gaisha Japan Rejā), produzindo equipamentos para parques de diversões e centros de fliperama em todo o Japão. A empresa era originalmente sediada em Setagaya, Tóquio.
A Japan Leisure começou a produção de videogames de arcade em 1982, e mudou seu nome corporativo para Jaleco, pegando as duas primeiras letras de cada palavra de "Japan Leisure Co.", em março de 1983. A Jaleco começou a produção de jogos eletrônicos para consoles domésticos para o Nintendo Entertainment System no Japão. Em meados da década de 1980, a Jaleco começaria a produção de equipamentos para tanques de aquário, que foram lançados sob sua marca JAQNO. Um escritório norte-americano, a Jaleco USA, operava em Northbrook, Illinois. Esta divisão às vezes publicava outros videogames de terceiros para os consoles NES e SNES, principalmente Maniac Mansion e R-Type III, além da distribuição de jogos eletrônicos Jaleco nos Estados Unidos.
Em 2000, a Jaleco estava com dificuldades financeiras, sendo incapaz de produzir um videogame de sucesso por vários anos. Para manter a empresa à tona, a Jaleco foi adquirida pela empresa PCCW, sediada em Hong Kong, em 1 de novembro de 2000, onde se tornou a divisão japonesa da empresa, renomeada para PCCW Japan. Uma grande reestruturação da empresa estava ocorrendo, com o fechamento da divisão de fliperamas da Jaleco em abril de 2001 mantendo sua divisão de videogames para consoles domésticos. Em abril de 2001, a PCCW Japan comprou o VR-1 Group, detentor da desenvolvedora norte-americana de MMO VR-1 Entertainment, para expandir suas operações globalmente. Em outubro de 2002, a PCCW Japan fundiu a Jaleco USA e a VR-1 Entertainment em uma nova empresa, a Jaleco Entertainment, que se mudou para Buffalo, Nova Iorque. A PCCW Japan foi renomeada de volta para Jaleco em 2004. Eles continuariam a operar por vários anos como uma subsidiária da PCCW, produzindo videogames para consoles domésticos e celulares japoneses, juntamente com álbuns de trilhas sonoras e aplicativos para navegadores da web.
Em agosto de 2005, a PCCW vendeu a Jaleco para a Sandringham Fund SPC, juntamente com a empresa subsidiária Hyperlink Investments Group. Em 31 de maio de 2006, o conselho de diretores da Jaleco (7954) anunciou que a empresa seria renomeada para Jaleco Holding e se tornaria uma holding a partir de 3 de julho. Na mesma data, as operações de videogame seriam desmembradas em uma nova empresa conhecida como Jaleco, que se tornaria uma subsidiária da Jaleco Holding. A reestruturação corporativa foi feita para refletir o portfólio diversificado da empresa, que não mais se limitava a videogames e incluía atividades como serviços imobiliários e financeiros. Em outubro de 2007, o Hyperlink Investments Group vendeu suas ações na Jaleco Holding para a Game Yarou, uma desenvolvedora japonesa de celulares, e duas corporações sul-coreanas, STIC Pioneer Fund e A2i. A Jaleco Holdings dissolveu duas subsidiárias, FFBC Investment e J Consulting, no início de 2008. A divisão norte-americana da Jaleco, a Jaleco Entertainment, fechou suas portas mais tarde naquele ano.
Em 15 de janeiro de 2009, a Jaleco Holding vendeu a Jaleco para a Game Yarou por um total de ¥ 1 (US$ 0,01); no entanto, a Game Yarou logo assumiu ¥ 700.000.000 ($ 7,736 milhões) do empréstimo de ¥ 16.000.000.000 ($ 17,68 milhões) da Jaleco Holding. Um porta-voz da Jaleco Holding citou "a crescente concorrência nos últimos anos no mercado de videogames" como o motivo da aposentadoria da empresa no setor, o que estava se mostrando difícil para a empresa se manter à tona. Sob propriedade da Game Yarou, a Jaleco produziu videogames para celulares e navegadores japoneses, além de licenciar muitos de seus videogames mais antigos para desenvolvedores terceirizados para uso em outros projetos. Em 2 de março de 2009, a Jaleco anunciou que lançaria um videogame para o Wii, Ougon no Kizuna, em 28 de maio daquele ano.
Em 2012, a Game Yarou estava em crise financeira devido a altas dívidas e vendas fracas de seus títulos para celular – eles foram oficialmente declarados falidos pelo Tribunal Distrital de Tóquio em 21 de maio de 2014. A Jaleco logo desapareceria da indústria de videogames, com seus videogames sendo adquiridos mais tarde naquele ano pela empresa japonesa City Connection, anteriormente conhecida como Clarice Disk. A empresa continua a usar os videogames da Jaleco para uma série de projetos, além de licenciá-los para outros desenvolvedores para uso em outros produtos. A Jaleco Holding mudou seu nome para Encom Holdings em abril de 2009, concentrando-se em negócios imobiliários e financeiros no Japão e não mais se envolvendo com videogames. A Encom Holdings foi dissolvida em 13 de maio de 2013 e foi retirada da lista da JASDAQ no mesmo dia, devido à má reputação e perda de renda.

## Legado
- BASES LOADED POCKET PLAYER (My Arcade)[11]

## Jogos

### Arcade
- Blue Print (1982, distribuição somente japonesa, desenvolvido pela Ashby Computers and Graphics)
- Check Man (1982, lançado pela Zilec-Zenitone no Reino Unido)
- Naughty Boy (1982, lançado pela Cinematronics na América do Norte)
- Pop Flamer (1982, lançado pela Stern-Seeburg na América do Norte)
- Chameleon (1983, desenvolvido por Donga-Seiko)
- Exerion (1983, lançado na América do Norte por Taito)
- Grasspin (1983, desenvolvido por Ashby Computers and Graphics)
- Dingo (1983, desenvolvido por Ashby Computers and Graphics)
- Saturn (1983, desenvolvido por Ashby Computers and Graphics)
- Top Roller (1983, liderou a parada de fliperamas japonesa em outubro de 1983)[12]
- D-Day (1984)
- Formation Z (1984, lançado por Williams na América do Norte como Aeroboto)
- Gate-In! Wai Wai Jockey (1984, Exclusivo para o Japão, desenvolvido por Casio)
- Parallel Turn (1984)
- Pinbo (1984)
- City Connection (1985, desenvolvido pela Hect, lançado pela Kitkorp na América do Norte como Cruisin)
- Field Combat (1985)
- Vs. Ninja JaJaMaru-Kun (1985, Exclusivo para o Japão)
- Argus (1986, desenvolvido por NMK)
- Momoko 120% (1986, Exclusivo para o Japão)
- Valtric (1986, desenvolvido por NMK)
- Butasan (1987, Exclusivo para o Japão, desenvolvido por NMK)
- Exerizer (1987, lançado por Nichibutsu na América do Norte como Sky Fox)
- Psychic 5 (1987)
- Ginga NinkyouDen (1987)
- Arm Champs (1988, Exclusivo para o Japão)
- Dynamic Shoot Kyousou (1988, Exclusivo para o Japão)
- Ninja Kazan (1988)
- Kick Off: Jaleco Cup (1988, Exclusivo para o Japão)
- Legend of Makai (1988, desenvolvido por NMK)
- Moero!! Pro Yakyuu Homerun Kyousou (1988, Exclusivo para o Japão)
- NEW Moero!! Pro Yakyuu Homerun Kyousou (1988, Exclusivo para o Japão)
- P-47: The Phantom Fighter (1988)
- Shingen: Samurai-Fighter (1988, Exclusivo do Japão)
- Big Run: The Supreme 4WD Challenge: 11e Rallye (1989)
- Hachoo! (1989, Exclusivo para o Japão)
- Jitsuryoku!! Pro Yakyuu (1989, Exclusivo para o Japão)
- Mahjong Daireikai (1989, desenvolvido por NMK, Jogo de strip mahjong exclusivo do Japão)
- Plus Alpha (1989)
- Saint Dragon (1989, desenvolvido por NMK)
- Alien Command (1990, jogo de resgate de bilhetes)
- Cisco Heat (1990)
- Ganbare JaJaMaru Saisho wa Goo (1990, Exclusivo para o Japão)
- Mahjong Channel Zoom In (1990, Jogo de strip mahjong exclusivo do Japão)
- Mahjong Kakumei (1990, Jogo de strip mahjong exclusivo do Japão)
- Rod Land (1990)
- Big III: 3Reel Roulette (1990, Exclusivo para o Japão)
- 64th Street: A Detective Story (1991, desenvolvido por C.P. Brain)
- Avenging Spirit (1991, desenvolvido por C.P. Brain)
- Earth Defense Force (1991)
- Grand Prix Star (1991)
- Joyful Cards: Jaleco 5Reel Poker (1991, Exclusivo para o Japão)
- Circus Circus (1991, Exclusivo para o Japão)
- Arabian Nights (1991, Exclusivo para o Japão)
- Wonder Hunting (1991, Exclusivo para o Japão)
- Mini Hunting (1991, Exclusivo para o Japão)
- Gun Baron (1991)[13]
- Arm Champs II (1992)
- Big Striker (1992, desenvolvido por C.P. Brain)
- Mahjong Kakumei 2: Princess League (1992, Jogo de strip mahjong exclusivo do Japão)
- Soldam (1992)
- Wild Pilot (1992)
- B.O.T.S.S.: Battle of the Solar System (1992, Distribuição somente na América do Norte, desenvolvido por MicroProse)
- Jokers Wild (1992, Exclusivo para o Japão)
- Draw Poker (1992, Exclusivo para o Japão)
- Four Jokers (1992, Exclusivo para o Japão)
- Raise Bet Poker (1992, Exclusivo para o Japão)
- Axis Bells (1992, Exclusivo para o Japão, lançado originalmente por Wing as Lucky Bells)
- Slot Match: 3Reel Slot (1992, Exclusivo para o Japão)
- Wonder Hunting II (1992, Exclusivo para o Japão)
- Captain Flag (1993, Exclusivo para o Japão)
- VS Super Captain Flag (1993, Exclusivo para o Japão)
- Cybattler (1993)
- F-1 Grand Prix Star II (1993)
- Hayaoshi Quiz Ouza Ketteisen: The King of Quiz (1993, Exclusivo para o Japão)
- Idol Janshi Suchie-Pai Special (1993, Jogo de strip mahjong exclusivo do Japão)
- Peek-a-Boo! (1993, jogo erótico)
- Super Strong Warriors (1993, Exclusivo para o Japão)
- Rolling Panic (1993, Exclusivo para o Japão, lançado originalmente pela Excellent System como Dream 9 Final)
- Basket Bull (1993, Jogo de resgate de ingressos exclusivo para a América do Norte)
- Best Bout Boxing (1994)
- F-1 Super Battle (1994)
- Hayaoshi Quiz Grand Champion Taikai (1994, Exclusivo para o Japão)
- Hayaoshi Quiz Nettou Namahousou (1994, Exclusivo para o Japão)
- Idol Janshi Suchie-Pai II (1994, Jogo de strip mahjong exclusivo do Japão)
- World PK Soccer (1994)
- Scud Hammer (1994, Exclusivo para o Japão)
- Battle K-Road (1994, Distribuição somente na América do Norte, originalmente lançado por Psikyo)
- Gunbird (1994, Distribuição somente na América do Norte, originalmente lançado por Psikyo)
- Alley Cats (1994, Jogo de resgate de ingressos exclusivo para a América do Norte)
- Spider Stompin' (1994, Distribuição somente na América do Norte, originalmente lançado pela Island Design)
- Spider Splattin' (1994, Distribuição somente na América do Norte, originalmente lançado pela Island Design)
- Desert War (1995, desenvolvido por NMK)
- The Game Paradise: Master of Shooting! (1995)
- Mahjong Angel Kiss (1995, Jogo de strip mahjong exclusivo do Japão)
- P-47 Aces (1995, desenvolvido por NMK)
- Tetris Plus (1995)
- Super Circuit Red Zone (1995)
- Gratia: Second Earth (1996)
- Ryuusei Janshi Kirara Star (1996, Jogo de strip mahjong exclusivo do Japão)
- Super GT 24h (1996)
- World PK Soccer V2 (1996)
- Skating Shot (1996, Jogo de resgate de prêmios exclusivo do Japão)
- Over Rev (1997)
- Tetris Plus 2 (1997)
- Vs. Janshi Brandnew Stars (1997, Jogo de strip mahjong exclusivo do Japão)
- Puzzle Uo Poko (1997, desenvolvido por Cave)
- Match Three (1997, Jogo de resgate de ingressos exclusivo para a América do Norte, desenvolvido pela HanaHo Games)
- Idol Janshi Suchie-Pai III (1999, Jogo de strip mahjong exclusivo do Japão)
- VJ: Visual & Music Slap (1999, Jogo de ritmo exclusivo do Japão)
- VJ: Visual & Music Slap DASH (1999, Jogo de ritmo exclusivo do Japão)
- Rave Master (1999, Jogo de ritmo exclusivo do Japão)
- Stepping Stage (1999, Jogo de ritmo exclusivo do Japão)
- Stepping Stage Special (1999, Jogo de ritmo exclusivo do Japão)
- Stepping Stage 2 SUPREME (1999, Jogo de ritmo exclusivo do Japão)
- Stepping 3 SUPERIOR (1999, Jogo de ritmo exclusivo do Japão)
- Rock'n Tread (1999, Jogo de ritmo exclusivo do Japão)
- Rock'n Tread 2 (1999, Jogo de ritmo exclusivo do Japão)
- Rock'n MegaSession (1999, Jogo de ritmo exclusivo do Japão)
- Rock'n 3 (1999, Jogo de ritmo exclusivo do Japão)
- Dream Audition (2000, Jogo de ritmo exclusivo do Japão)

### PC/Windows
- Fighter Ace (1997, desenvolvido por VR-1)
- UltraCorps (1997, desenvolvido por VR-1)
- Fighter Ace II (1999, desenvolvido por VR-1)
- Fighter Ace 3.5 (2002, desenvolvido por Ketsujin Studios)
- Trailer Park Tycoon (2002)
- World Championship Pool 2004 (2004, desenvolvido por Blade Interactive)
- Room Zoom: Race for Impact (2004, desenvolvido por Blade Interactive)

### MSX
- Top Roller (1984, lançado na Europa por Eaglesoft)
- Exerion II: Zorni (1984, lançado na Europa pela Eaglesoft como Zorni)
- D-Day (1984, lançado na Europa pela Eaglesoft)
- Formation Z (1985, lançado na Europa pela Eaglesoft)
- Snake Runner (1986, lançado pela Eaglesoft)
- Alien 8 (1986, Distribuição somente em japonês, licenciada pela Ultimate Play the Game)
- Gunfright (1986, Distribuição somente em japonês, licenciado pela Ultimate Play the Game)
- City Connection (1986, lançado na Europa pela Eaglesoft)
- Ninja-kun: Majou no Bouken (1986, lançado na Europa pela Eaglesoft como Ninja)
- Ninja JaJaMaru-kun (1986, lançado na Europa pela Eaglesoft como Ninja II)
- Mississippi Satsujin Jiken: Murder on the Mississippi (1987, Exclusivo para o Japão)
- Break In (1987, Distribuição somente em japonês, licenciado pela Eaglesoft)
- Moero!! Nettou Yakyuu '88 (1988, Exclusivo para o Japão)

### NES/Famicom
- Exerion (1985, Exclusivo para o Japão, desenvolvido pela TOSE)
- Formation Z (1985, Exclusivo para o Japão, desenvolvido por Hect)
- Ninja-Kun: Majou no Bouken (1985, Exclusivo para o Japão, desenvolvido por TOSE)
- Field Combat (1985, Exclusivo para o Japão, desenvolvido por TOSE)
- City Connection (1985, desenvolvido por Axes Art Amuse)
- Ninja JaJaMaru-kun (1985, Exclusivo para o Japão, desenvolvido por TOSE)
- Argus (1986, Exclusivo para o Japão, desenvolvido por TOSE)
- Choplifter (1986, Exclusivo para o Japão, desenvolvido por TOSE)
- JaJaMaru no Daibouken (1986, Exclusivo para o Japão, desenvolvido por TOSE)
- Urusei Yatsura: Lum no Wedding Bell (1986, Exclusivo para o Japão, desenvolvido por TOSE)
- Mississippi Satsujin Jiken: Murder on the Mississippi (1986, Exclusivo para o Japão, desenvolvido por TOSE)
- Knight Lore: Majou no Ookami Otoko (1986, Famicom Disk System, desenvolvido pela TOSE)
- Fuuun Shaolin Ken (1987, Famicom Disk System, desenvolvido por TOSE)
- Youkai Club (1987, Exclusivo para o Japão, desenvolvido por TOSE)
- Bases Loaded (1987, desenvolvido por TOSE)
- Monty no Doki Doki Daidassou: Monty on the Run (1987, Famicom Disk System)
- Bio Senshi Dan: Increaser to no Tatakai (1987, Exclusivo para o Japão, desenvolvido por Atlus)
- Esper Boukentai (1987, Exclusivo para o Japão, desenvolvido por NMK)
- Ucuusen Cosmo Carrier (1987, Exclusivo para o Japão, desenvolvido por TOSE)
- Druid: Kyoufu no Tobira (1987, Famicom Disk System)
- Racket Attack (1988, desenvolvido por TOSE)
- Fuuun Shaolin Ken: Ankoku no Maou (1988, Famicom Disk System, desenvolvido por TOSE)
- Wizards & Warriors (1988, Distribuição somente japonesa, desenvolvida por Rare)
- Radical Bomber!! Jirai-Kun (1988, Famicom Disk System)
- Bases Loaded II: Second Season (1988, desenvolvido por TOSE)
- Big Challenge! Judo Senshuken (1988, Famicom Disk System)
- Maniac Mansion (1988)
- Big Challenge! Dogfight Spirit (1988, Famicom Disk System)
- Saiyuuki World (1988, Exclusivo para o Japão, desenvolvido por NMK)
- Hoops (1988, desenvolvido por Aicom)
- Chuugoku Senseijutsu (1988, Exclusivo para o Japão, desenvolvido por Aicom)
- Goal! (1988, desenvolvido por TOSE)
- Robowarrior (1988, Distribuição somente na América do Norte e Europa, desenvolvido por Hudson Soft)
- JaJaMaru Ninpou Chou (1989, Exclusivo para o Japão, desenvolvido por NMK)
- Big Challenge! Gun Fighter (1989, Famicom Disk System)
- Big Challenge! Go Go Bowling (1989, Famicom Disk System)
- Shin Moero!! Pro Yakyuu (1989, Exclusivo para o Japão, desenvolvido por TOSE)
- Okkotoshi Puzzle Tonjan!? (1989, Exclusivo para o Japão, desenvolvido por NMK)
- Terao no Dosukoi Oozumou (1989, Exclusivo para o Japão, desenvolvido por TOSE)
- Pinball Quest (1990, desenvolvido por TOSE)
- The Astyanax (1990)
- JaJaMaru Gekimaden: Maboroshi no Kinmajou (1990, Exclusivo para o Japão)
- Moero!! Judo Warriors (1990, Exclusivo para o Japão)
- Bases Loaded 3 (1990, desenvolvido por TOSE)
- Totally Rad (1990, desenvolvido por Aicom)
- A Boy and His Blob: Trouble on Blobolonia (1990, Distribuição somente japonesa, desenvolvida por Imagineering)
- Whomp 'Em (1990)
- Metal Mech: Man & Machine (1990, desenvolvido por Sculptured Software)
- The Last Ninja (1991, Exclusivo para a América do Norte, desenvolvido por Beam Software)
- Ninja JaJaMaru: Ginga Daisakusen (1991, Exclusivo para o Japão)
- Bases Loaded 4 (1991, desenvolvido por TOSE)
- Tsurupika Hagemaru: Mezase! Tsuruseko no Akashi (1991, Exclusivo para o Japão)
- Shatterhand (1991, Distribuição somente na América do Norte e Europa, desenvolvido por Natsume)
- Pizza Pop! (1992, Exclusivo para o Japão, desenvolvido por Arc System Works)
- Rampart (1992, Exclusivo para a América do Norte, desenvolvido pela Bitmasters)
- Plasma Ball (1992, Exclusivo para o Japão)
- Toukon Club (1992, Exclusivo para o Japão, desenvolvido por Natsume)
- Goal! Two (1992, desenvolvido por TOSE)
- Rod Land (1992, desenvolvido por The Sales Curve)
- Cyberball (1992, Exclusivo para a América do Norte, desenvolvido por Tengen)
- The Young Indiana Jones Chronicles (1992, Exclusivo para a América do Norte, desenvolvido por Chris Gray Enterprises)
- Mezase! Top Pro: Green ni Kakeru Yume (1993, Exclusivo para o Japão)
- Pro Sport Hockey (1993, desenvolvido por TOSE)

### Super NES/Super Famicom
- Big Run: The Supreme 4WD Challenge: 13e Rallye (1991, Exclusivo para o Japão)
- Super Bases Loaded (1991, desenvolvido por TOSE)
- Earth Defense Force (1991)
- Rival Turf! (1992)
- Goal! (1992, desenvolvido por TOSE)
- Super Bases Loaded 2 (1992, desenvolvido por TOSE)
- Super Professional Baseball II (1992, Exclusivo para o Japão, desenvolvido por TOSE)
- King Arthur's World (1992, desenvolvido por Argonaut Games)
- Brawl Brothers (1992)
- Pro Sport Hockey (1993, desenvolvido por TOSE)
- Tuff E Nuff (1993)
- Operation Logic Bomb: The Ultimate Search & Destroy (1993)
- Bishoujo Janshi Suchie-Pai (1993, Jogo de mahjong exclusivo do Japão, desenvolvido pela K.K. DCE)
- Utopia: The Creation of a Nation (1993, distribuição apenas na América do Norte, desenvolvido por Gremlin Interactive)
- Super Goal! 2 (1993, desenvolvido por TOSE)
- The Peace Keepers (1993)
- Kingyo Chuuihou! Tobidase! Game Gakuen (1994, Exclusivo para o Japão)
- Jurassic Park (1994, Distribuição somente japonesa, desenvolvida por Ocean Software)
- Super Ninja-kun (1994, Exclusivo para o Japão)
- HammerLock Wrestling (1994)
- R-Type III (1994, Distribuição somente na América do Norte, desenvolvido por Irem)
- The Ignition Factor (1994)
- Takeda Nobuhiro no Super League Soccer (1994, Exclusivo para o Japão, desenvolvido por TOSE)
- JWP Joshi Pro Wrestling: Pure Wrestle Queens (1994, Exclusivo para o Japão)
- Super Bases Loaded 3: License to Steal (1994, desenvolvido por TOSE)
- Sterling Sharpe: End 2 End (1995, Exclusivo para a América do Norte, desenvolvido por TOSE)

### GameCube
- Super Bubble Pop (2003, Exclusivo para a América do Norte, desenvolvido por Runecraft)
- Goblin Commander: Unleash the Horde (2003)
- Room Zoom: Race for Impact (2005, Exclusivo para a América do Norte, desenvolvido por Blade Interactive)
- World Championship Pool 2004 (2005, Exclusivo para a Europa, desenvolvido por Blade Interactive)

### Wii
- Zenkoku Dekotora Matsuri (2008, Exclusivo para o Japão, desenvolvido por Suzak)
- Ougon no Kizuna (2009, Exclusivo para o Japão, desenvolvido por TownFactory)

### Game Boy
- Hero Shuugou!! Pinball Party (1990, Exclusivo para o Japão)
- Bases Loaded for Game Boy (1990, desenvolvido por TOSE)
- Maru's Mission (1990, desenvolvido por TOSE)
- The Rescue of Princess Blobette (1990, Distribuição somente japonesa, desenvolvida por Imagineering)
- Battle Unit Zeoth (1990)
- In Your Face (1990, Exclusivo para América do Norte)
- Fortified Zone (1991)
- Banishing Racer (1991, Exclusivo para o Japão)
- Q*bert for Game Boy (1992, desenvolvido por Realtime Associates)
- Ikari no Yousai 2 (1992, Exclusivo para o Japão)
- WordZap (1992, Exclusivo para a América do Norte, desenvolvido por Realtime Associates)
- Rampart (1992, desenvolvido por C-Lab)
- Avenging Spirit (1992)
- Dirty Racing (1993, Exclusivo para o Japão, desenvolvido por Gremlin Interactive)
- Rod Land (1993, desenvolvido por Eurocom)
- Goal! (1993, desenvolvido por TOSE)
- Soldam (1993, Exclusivo para o Japão)
- Tetris Plus (1996, Distribuição somente em japonês)
- The Fidgetts (1997, Distribuição somente na América do Norte, desenvolvido por Game Over Productions)
- Dr. Franken II (1997, Exclusivo para a América do Norte, desenvolvido por MotiveTime)
- Hayaoshi Quiz Ouza Ketteisen: The King of Quiz (1998, Jogo de perguntas exclusivo para o Japão)

### Game Boy Color
- Get Mushi Club: Minna no Konchuu Daizukan (1999, Exclusivo para o Japão)
- Pocket Bowling (1999, Distribuição somente na América do Norte, desenvolvido por Athena)

### Game Boy Advance
- Kawaii Pet Shop Monogatari 3 (2002, Exclusivo para o Japão, lançado como PCCW Japão)
- Sea Trader: Rise of Taipan (2002, Exclusivo para América do Norte)
- Scan Hunter: Sen Nen Kaiuo wo Oe! (2002, Exclusivo para o Japão, lançado como PCCW Japão, desenvolvido pela DA1)
- Darius R (2002, Exclusivo para o Japão, lançado como PCCW Japão, desenvolvido por RideonJapan)
- Toukon Heat (2002, Exclusivo para o Japão, lançado como PCCW Japão)
- Jazz Jackrabbit (2002, desenvolvido por Game Titan)
- Karnaaj Rally (2002, desenvolvido por Paragon 5)
- Super Bubble Pop (2003, Exclusivo para a América do Norte, desenvolvido por Runecraft)
- JaJa-Kun Jr. Denshouki (2004, Exclusivo para o Japão)
- Moero!! Jaleco Collection (2004, Exclusivo para o Japão)

### Nintendo DS
- Brain Buster Puzzle Pak (2006, Distribuição somente japonesa, desenvolvida por Suzak)
- Chuukana Janshi Tenhoo Painyan Remix (2006, Jogo de strip mahjong exclusivo do Japão)
- Puchi Puchi Virus (2007, lançado na América do Norte por NIS America)
- Idol Janshi Suchie-Pai III Remix (2007, Jogo de strip mahjong exclusivo do Japão)
- Nep League DS (2007, Exclusivo para o Japão)
- Denjirou Sensei no Fushigi na Jikkenshitsu (2008, Exclusivo para o Japão)
- Chou!! Nep League DS (2008, Exclusivo para o Japão)
- Imasugu Tsukaeru Mamechishiki: Quiz Zatsugaku-Ou DS (2010, Jogo de perguntas exclusivo para o Japão)
- WiZmans World (2010, RPG exclusivo do Japão)

### PlayStation
- Idol Janshi Suchie-Pai Limited (1995, Jogo de mahjong exclusivo do Japão)
- Bases Loaded '96: Double Header (1995)
- Slam Dragon (1996, Exclusivo para o Japão)
- Tetris Plus (1996)
- Idol Janshi Suchie-Pai II Limited (1996, Jogo de strip mahjong exclusivo do Japão)
- Turf Wind '96: Take Yutaka Kyousouba Ikusei Game (1996, Exclusivo para o Japão, desenvolvido por TOSE)
- Tokyo Highway Battle (1996, Distribuição somente na América do Norte e Europa, desenvolvido por Genki)
- Ninja JaJaMaru-kun: Onigiri Ninpouchou (1997, Exclusivo para o Japão, desenvolvido por Infinity)
- BRAHMA Force: The Assault on Beltlogger 9 (1997, Distribuição somente na América do Norte e Europa, desenvolvido por Genki)
- Fantastep (1997, Exclusivo para o Japão)
- Cheesy (1997, Distribuição somente em japonês, desenvolvido pela CTA Developments)
- Mini-Yonku Bakusou Kyoudai: Let's & Go!!: WGP Hyper Heat (1997, Exclusivo para o Japão, desenvolvido pela C-Lab)
- Speed Racer (1998, Distribuição somente na América do Norte, desenvolvido pela Graphic Research)
- GunBare! Game Tengoku 2: The Game Paradise 2 (1998, Exclusivo para o Japão)
- Suchie-Pai Adventure Doki Doki Nightmare (1998, Jogo erótico exclusivo do Japão)
- T: Kara Hajimaru Monogatari (1998, Exclusivo para o Japão)
- Bakusou Kyoudai Let's & Go!! Eternal Wings (1998, Exclusivo para o Japão)
- Dragonseeds (1998)
- Nectaris: Military Madness (1998, Distribuição somente na América do Norte, desenvolvido por Matrix Software)
- Punky Skunk (1998, Distribuição somente na América do Norte, desenvolvido por Ukiyotei)
- Battle Konchuuden (1999, Exclusivo para o Japão)
- Irritating Stick (1999, Distribuição somente na América do Norte, desenvolvido pela Saurus)
- Option Tuning Car Battle 2 (1999, Exclusivo para o Japão, desenvolvido por MTO)
- K-1 Revenge (1999, Distribuição somente na América do Norte, desenvolvido por Daft)
- Juggernaut (1999, Distribuição somente na América do Norte, desenvolvido por Will)
- Vampire Hunter D (1999, Distribuição somente na América do Norte, desenvolvido por Victor Interactive Software)
- Shiibas 1-2-3 Destiny! (2000, Exclusivo para o Japão)
- K-1 Grand Prix (2000, Distribuição somente na América do Norte, desenvolvido por Daft)
- Vanark (2000, Distribuição somente na América do Norte, desenvolvido por Bit Town)
- Builder's Block (2000, Distribuição somente na América do Norte, desenvolvido por Taito)
- Super Bubble Pop (2002, Exclusivo para a América do Norte, desenvolvido por Runecraft)
- Jaleco Collection Vol. 1 (2003, Exclusivo para o Japão, lançado como PCCW Japão)

### PlayStation 2
- Stepping Selection (2000, Exclusivo para o Japão)
- Rock'n MegaStage (2000, Exclusivo para o Japão)
- Dream Audition (2000, Exclusivo para o Japão)
- Dream Audition 2 (2000, Exclusivo para o Japão)
- Super Micchan (2001, Exclusivo para o Japão)
- Dream Audition 3 (2001, Exclusivo para o Japão)
- Dream Audition Super Hit Disc 1 (2001, Exclusivo para o Japão)
- Dream Audition Super Hit Disc 2 (2001, Exclusivo para o Japão)
- Raging Blades (2002, lançado pela PCCW Japão)
- Hooligan: Kimi no Naka no Yuuki (2002, Exclusivo para o Japão, lançado pela PCCW Japão)
- Baldur's Gate: Dark Alliance (2002, Distribuição somente japonesa, lançado pela PCCW Japão, desenvolvido por Snowblind Studios)
- Toukon Inoki Michi: Puzzle de Daa! (2002, Exclusivo para o Japão, lançado pela PCCW Japan, desenvolvido por Matrix Software)
- Idol Janshi R: Janguru Project (2002, Jogo de strip mahjong exclusivo do Japão, lançado pela PCCW Japão)
- Lowrider (2002)
- Sweet Legacy (2002, Exclusivo para o Japão, lançado pela PCCW Japão, desenvolvido por Frontwing)
- Goblin Commander: Unleash the Horde (2003)
- Otona no Gal Jan: Kimi ni Hane Man (2003, Jogo de mahjong exclusivo do Japão, lançado pela PCCW Japão)
- World Championship Pool 2004 (2004, Exclusivo para a América do Norte, desenvolvido por Blade Interactive)
- Shin Bakusou Dekotora Densetsu Tenka Touitsu Choujou Kessen (2005, desenvolvido por Spike)
- Room Zoom: Race for Impact (2005, Exclusivo para a Europa, desenvolvido por Blade Interactive)
- World Super Police (2005, desenvolvido por Suzak)
- Otona no Gal Jan 2 (2005, Jogo de strip mahjong exclusivo do Japão)
- Idol Janshi Suchie-Pai IV (2007, Jogo de strip mahjong exclusivo do Japão)

### Xbox
- NightCaster II: Equinox (2002)
- Super Bubble Pop (2002)
- Pulse Racer (2002, Exclusivo para América do Norte)
- Goblin Commander: Unleash the Horde (2003)
- World Championship Pool 2004 (2003, desenvolvido por Blade Interactive)
- Room Zoom: Race for Impact (2004, desenvolvido por Blade Interactive)
- Kingdom Under Fire: The Crusaders (2005, Distribuição somente japonesa, desenvolvida por Phantagram)

### Sega Saturn
- Idol Janshi Suchie-Pai Special (1995, Jogo de strip mahjong exclusivo do Japão)
- Idol Janshi Suchie-Pai Remix (1995, Jogo de strip mahjong exclusivo do Japão)
- Bases Loaded '96: Double Header (1995)
- Idol Janshi Suchie-Pai II (1996, Jogo de strip mahjong exclusivo do Japão)
- Tetris Plus (1996)
- Turf Wind '96: Take Yutaka Kyousouba Ikusei Game (1996, Exclusivo para o Japão)
- Fantastep (1997, Exclusivo para o Japão)
- Game Tengoku: The Game Paradise! (1997, Exclusivo para o Japão)
- Ninja JaJaMaru-kun: Onigiri Ninpouchou Gold (1997, Exclusivo para o Japão)
- Suchie-Pai Adventure Doki Doki Nightmare (1998, Jogo erótico exclusivo do Japão)
- GT24 (1998, Port exclusivo do Japão do Super GT 24h)
- Idol Janshi Suchie-Pai Mecha Genteiban (1998, Jogo de strip mahjong exclusivo do Japão)
- Idol Janshi Suchie-Pai Secret Album (1999, Jogo de strip mahjong exclusivo do Japão)

### Sega Dreamcast
- Idol Janshi wo Tsukucchaou (1999, Jogo de strip mahjong exclusivo do Japão)
- Carrier (2000)

### WonderSwan
- Ganso JaJaMaru-kun (1999)
- Moero!! Pro Yakyuu Rookies (2000, desenvolvido por TOSE)

### 3DO
- Idol Janshi Suchie-Pai Special (1995, Jogo de strip mahjong exclusivo do Japão)

### Mobile
- Antonio Inoki vs Jaleco (アントニオ猪木VSジャレコ) (2004, Exclusivo para o Japão, desenvolvido por Inoki International)
- Jaleco Reversi Revengers (ジャレコリバーシ・リベンジャーズ) (2004, Exclusivo para o Japão, desenvolvido por Inoki International)
- Real Time Adventure -EOW- (リアルタイムアドベンチャー-EOW-) (2005, Exclusivo para o Japão, desenvolvido por Inoki International)
- Jaleco Super Tennis Heroine Cup (ジャレコスーパーテニス ヒロインカップ) (2007, Exclusivo para o Japão)
- Tenkuu no Kinki (天空の禁忌) (2007, Exclusivo para o Japão)
- Mahou ga Ochiru Hi (魔王が墜ちる日) (2007, Exclusivo para o Japão)
- Mahou ga Ochiru Hi 2 (魔王が墜ちる日II) (2007, Exclusivo para o Japão)
- Jumping Peng (ペンギンピコの大冒険) (2009, Exclusivo para o Japão, desenvolvido por Mobileday)
- Magic Block Limited Edition (マジックブロック) (2009, Exclusivo para o Japão, desenvolvido por Mobileday)

### Protótipos/Jogos cancelados
- Exerion (NES, 1985, lançamento norte-americano cancelado)
- Block Buster (Arcade, 1987, também conhecido como Bombs Away)
- Vs. Great Tennis (Arcade, 1988)
- Bashi Bazook: Morphoid Master (1988, lançamento norte-americano cancelado de Bio Senshi Dan: Increaser tono Tatakai)
- Counter Force (Arcade, 1989)
- R&T (Arcade, 1990, Protótipo europeu de Rod Land)
- Super Dog Booby: Akachan Daibouken no Maki (Famicom, 1990, desenvolvido por Taito)
- Taro's Quest (NES, 1990, lançamento norte-americano cancelado de JaJaMaru Ninpou Chou)
- In Your Face (Arcade, 1991, desenvolvido por Jaleco USA)
- Squashed (NES, 1991, lançamento norte-americano cancelado de Ninja JaJaMaru: Ginga Daisakusen)
- War on Wheels (NES, 1991, desenvolvido por Sculptured Software)
- Chimera Beast (Arcade, 1993, desenvolvido por C.P. Brain)
- Kick for the Goal (Arcade, 1994, versão protótipo de World PK Soccer)
- Crossroads (1999, PC, desenvolvido por VR-1)
- Navy Force (2000, PS2)
- Rock'n 4 (2000, Jogo de ritmo exclusivo do Japão)
- Carrier 2: The Next Mutation (2001, PS2)
- Lost Continents (2003, PC, desenvolvido por VR-1)
- World Championship Pool 2004 (2005, GameCube, Lançamento norte-americano cancelado)
- Ninja JaJaMaru-kun: Pen wa Ken Yorimo Kyoushidegozaru (2006, DS)

## Ligações Externas
- Site oficial da empresa jaleco no Wayback Machine (arquivado em 2009-05-05) em Japonês
- SCROLL 08: O Espírito Irritante Totalmente Carregado e Fortificado da Unidade de Batalha Jaleco